# Brian Johns (biznesmen)
Brian Francis Johns AO (ur. 6 maja 1936 w Gordonvale, zm. 1 stycznia 2016 w Sydney) – australijski dziennikarz, w latach 1995-2000 dyrektor zarządzający Australian Broadcasting Corporation.

## Życiorys
Syn Franka i Lenory. W 1947 wraz z rodzicami przeprowadził się do Sydney. Ojciec prowadził salon fryzjerski w Kings Cross. Młody Brian pracował w papierni. W wieku 16 lat rozpoczął naukę w Seminarium św Columba, a trzy lata później wyjechał do Canberry.
Dziennikarską karierę rozpoczął w Queanbeyan Age i jako publicysta rządowego organu promocyjnego Australian Information Service. W 1964 stał się głównym korespondentem politycznym The Australian, a rok później rozpoczął współpracę z The Bulletin. W 1966 dołączył do zespołu gazety The Sydney Morning Herald.
W 1974 został doradcą i konsultantem Pierwszego Sekretarza Department of the Prime Minister and Cabinet.
Od 1979 dyrektor wydawniczy Penguin Books w Australii, a w latach 1987-1992 dyrektor Special Broadcasting Service. W 1992 wybrany przewodniczącym Australian Broadcasting Authority. W latach 1995–2000 dyrektor zarządzający Australian Broadcasting Corporation.
W okresie 2000–2003 pracował na Queensland University of Technology w Brisbane, a od 2011 w Melbourne University Publishing.
Zmarł 1 stycznia 2016 w szpitalu po długiej walce z rakiem. Żonaty, miał czworo dzieci.